# Ardisia carnosicaulis
Ardisia carnosicaulis är en viveväxtart som beskrevs av Chieh Chen och D. Fang. Ardisia carnosicaulis ingår i släktet Ardisia och familjen viveväxter. Inga underarter finns listade i Catalogue of Life.